# Laurens Bogtman
Lourens Albertus "Laurens" Bogtman (Oudkarspel, 8 februari 1900 – Frederiksberg (Denemarken), 11 november 1969) was een Nederlands baritonzanger.

## Levensloop
Hij werd geboren binnen het gezin van schilder Cornelis Bogtman. Zijn oom was kunstenaar Willem Bogtman. Laurens Bogtman was ridder in de Orde van Oranje Nassau. Hij kreeg in 1960 als eerste de Cultuurprijs van de gemeente Haarlem.
Onder de naam Louis Bogtman werkte hij enige tijd in de kunstnijverheid, waarvan van 1915 tot 1917 bij oom Willem Bogtman. Hij was goed in batik- en borduurwerk, maar maakte ook vazen. Bogtman kreeg al als tiener zanglessen van bariton Max Kloos. Vanaf ongeveer 1930 studeerde hij zang bij de Oostenrijkse zangpedagoog Otto Iro en bij Aaltje Noordewier-Reddingius.
In 1932 debuteerde Bogtman in een concert van de Kölner Bachverein. Hij trad internationaal op, onder andere in 1938 op de Salzburger Festspiele. Met het Amsterdam Concertgebouworkest onder leiding van Willem Mengelberg deed hij verschillende uitvoeringen van de Matteüspassie (hij zou de rol van Christus meer dan 500 keer gezongen hebben, maar nimmer perfect, volgens hemzelf). Ook zong hij in klein ensemble: zo had hij Winterreise van Franz Schubert op zijn repertoire staan; hij zong het met Felix de Nobel. Hij zong over de gehele wereld, tot aan in Congo aan toe.
- Bibliothèque nationale de France: cb14157042j (data)
- Biografisch Portaal: 35082990
- Gemeinsame Normdatei: 130110582
- International Standard Name Identifier: 0000 0000 2060 4400
- MusicBrainz: ac5d2028-0e00-43c1-bdef-5270be67af35
- Nederlandse Thesaurus van Auteursnamen: 102233462
- RKD-Nederlands Instituut voor Kunstgeschiedenis: 9960
- Union List of Artist Names: 500775145
- Virtual International Authority File: 20781210
- WorldCat: E39PBJfRyVkHqv8Fyy4mq4VwG3